# Fiherenana (fleuve)
Le Fiherenana (Fiherena en langue locale) est un fleuve du versant occidental de Madagascar dans la région Atsimo-Andrefana. Il se jette dans le canal du Mozambique en formant un delta assez instable en dépit d'une digue de protection contre les inondations. C'est dans ce delta que se situe la ville de Tuléar. Son nom signifierait littéralement : « où l’on revient toujours au point de départ ». 

## Données physiques
D'environ 200 km de longueur, le Fiherenana prend source dans la région à substrat gréseux de l'Isalo vers 1 100 m d'altitude. Cela explique un alluvionnement très sablonneux à l'aval.  

### Le bassin versant
Le bassin versant couvre environ 7 500 km2 et le module brut ou débit moyen à Mahaboboka est de 35,4 m3/s. En aval, l'écoulement des eaux fluviales est intermittent. Seules les crues permettent aux eaux d'atteindre la mer. On note cependant la présence d'un inféroflux sous les sables alluviaux à l'aval. Le bassin versant du Fiherenana est encadré au nord par celui du Mangoky (55 750 km2) et au sud par celui de l'Onilahy  (32 000 km2).

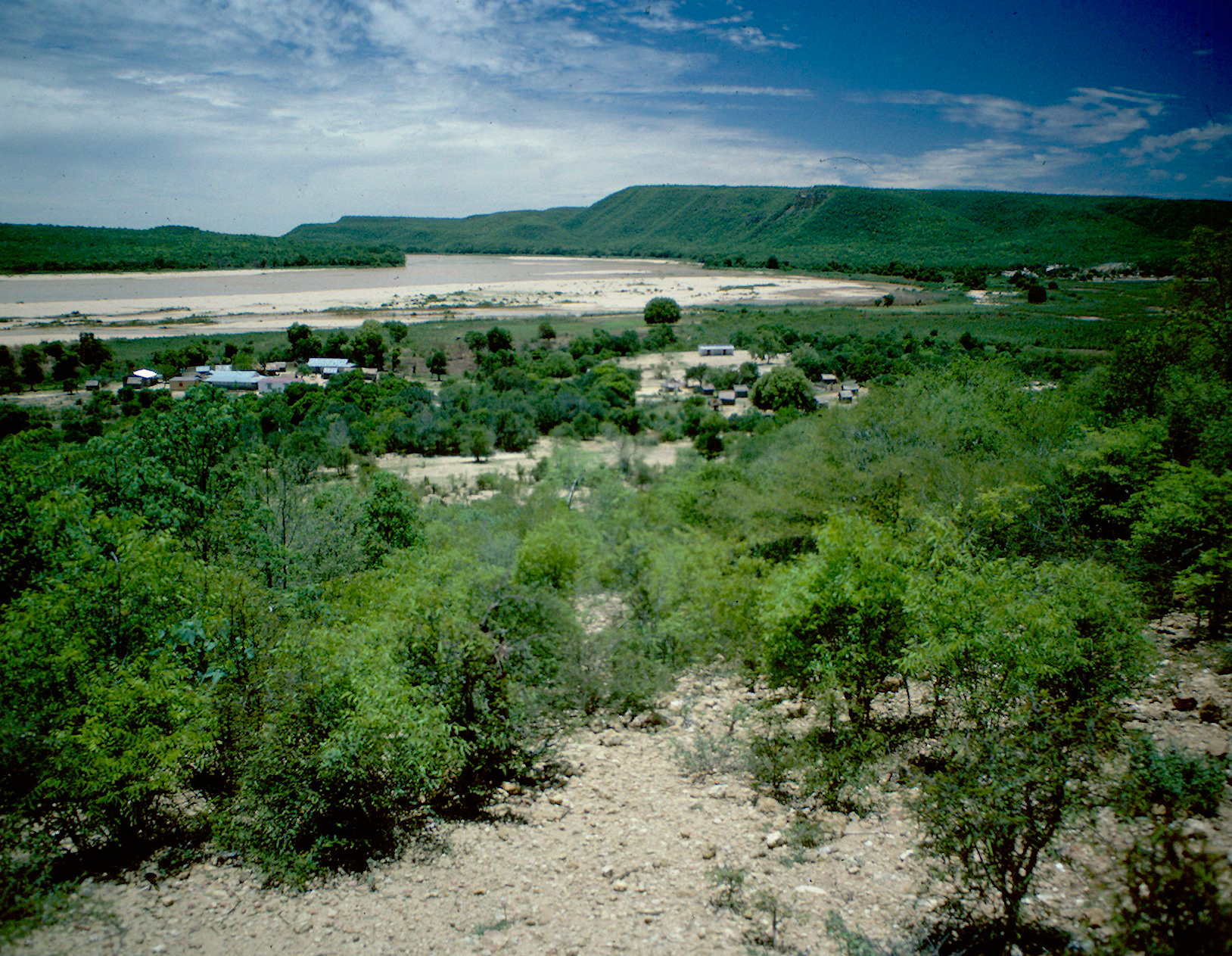
Le fleuve Fiherenana à Miary en aval du canyon.
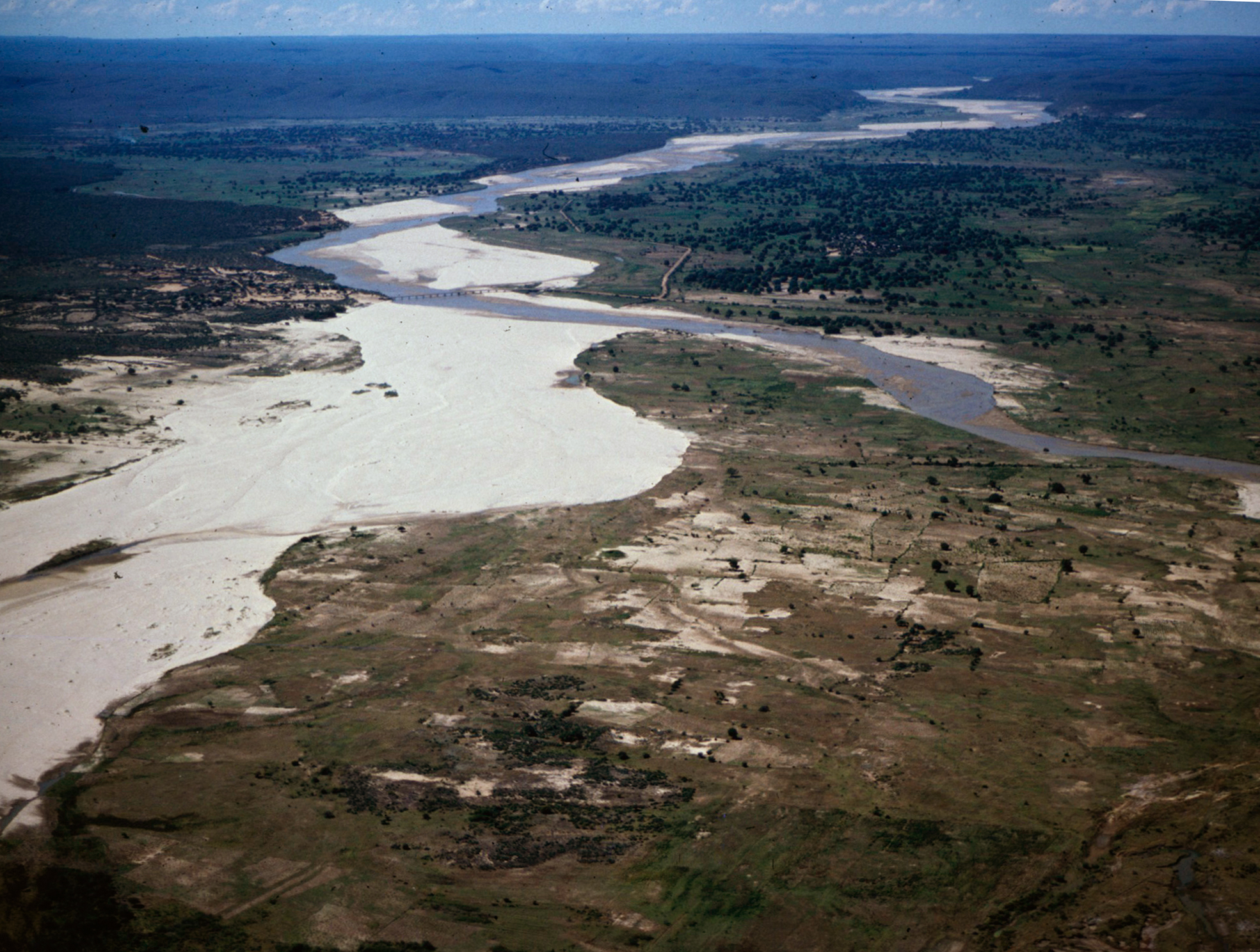
Le delta du Fiherenana à Belalanda en vue aérienne.
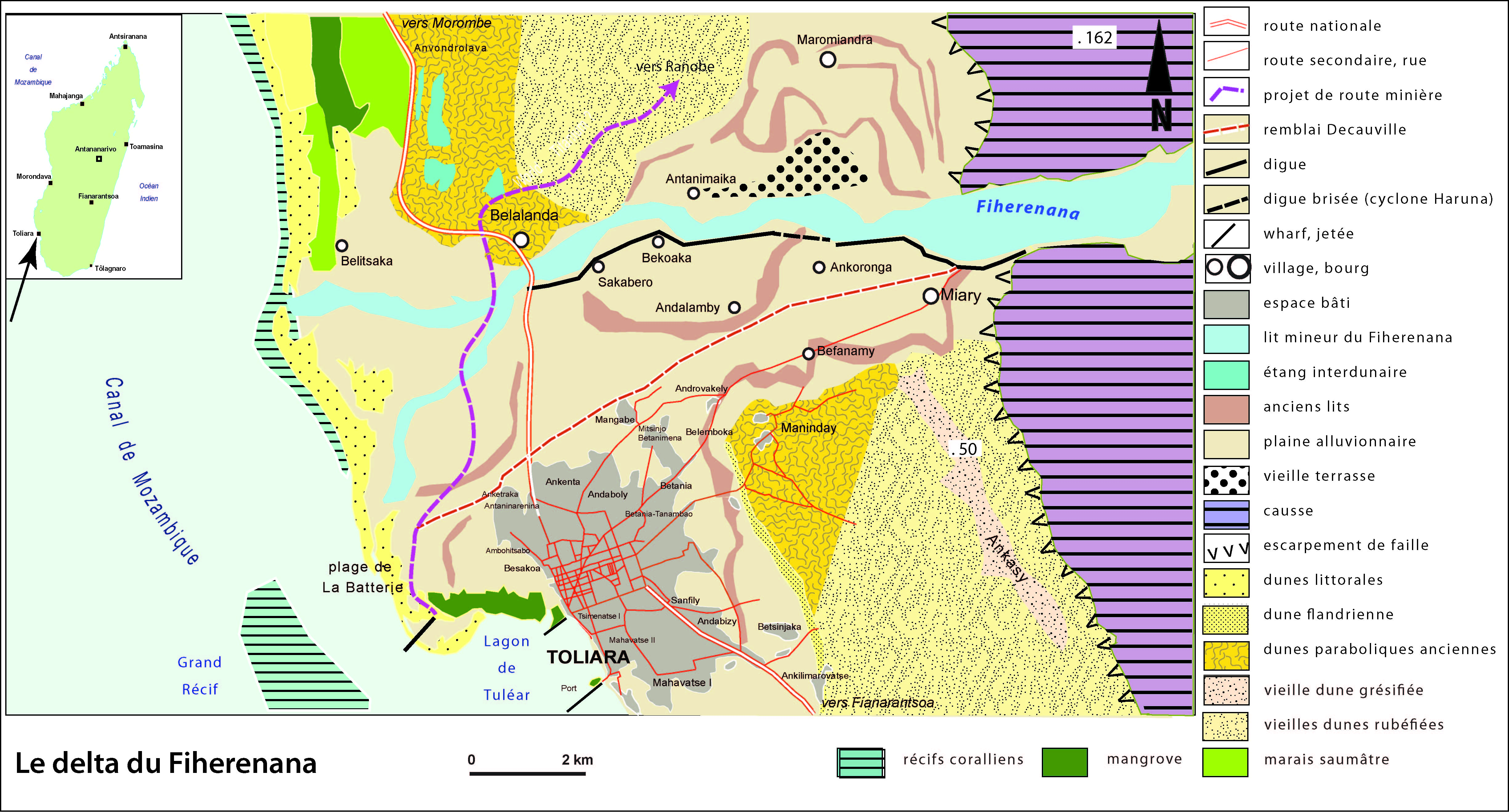
Carte du delta du Fiherenana.

### Les affluents
Les plus importants affluents se trouvent sur la rive droite. Il s'agit de l'Ilova et du Manandana. 

## Données humaines

### Histoire
On donne le nom de Fiherenana ou Fiherena (mais aussi Firingue, Fiherigna, Féhéringue) à un royaume éponyme centré sur ce fleuve. On parle aussi de royaume masikoro. On doit son existence à la dynastie royale des Andrevola qui le créa entre Onilahy et Mangoky au début du XVIIe siècle ; il resta en place jusqu'à la fin du XIXe siècle. Au XVIIIe siècle, les Bara repoussèrent les Masikoro du Moyen Ouest vers l’Ouest. Le royaume éclata alors en quatre. Le dernier roi fut Tompoemana ; il résidait à Manombo.

### La population et ses activités
La partie amont du bassin du Fiherenana, couverte de savane, de steppe tropicale de forêt sclérophylle (parc national de l'Isalo) et de forêts sèches (forêt du parc national de Zombitse-Vohibasia) est  peu peuplée, à l'exception du noyau urbain de Sakaraha. Les agro-pasteurs bara y pratiquent l'élevage bovin dans un contexte d'insécurité marqué par des vols de bétail. En aval, le fleuve incise le causse autrefois couvert de fourré xérophile en un spectaculaire canyon. À l'embouchure sur le canal du Mozambique s'étend un delta de 7 000 ha, assez mal mis en valeur en dépit de la présence de la capitale régionale, Toliara. Grâce à un système d'irrigation reposant sur le canal de dérivation de Miary mis en place en 1904 par l'administration coloniale, on pratique diverses cultures comme celle du coton qui atteint son apogée dans les années 80. 
Les pirogues sont interdites sur le fleuve du fait d'un interdit traditionnel (fady)
. 

#### Dicton
Fiherenana ro maha Toliara : « le Fiherenana a fait Tuléar ».